# 大台南公車70路
大台南公車70路（又稱台南捷運藍線先導公車、中華環線）為大台南公車第20條市區公車，亦為全市第113條公車路線，由興南客運營運。以永華市政中心（府前路）為起訖點，分為左環線及右環線，70左先行駛健康路，70右則先行駛於中華北路。路線大多停靠未來台南捷運車站的附近，部分則停靠在人口密集較多之地區，可讓民眾熟悉捷運位置，以便利學生與上班族通勤。全線主要以電動公車行駛，於2019年3月5日正式通車。
根據2023年運量統計，本線運量為43萬5450人次，在全臺南市公車路線運量排第9名，較2019年度27萬餘之運量成長近60%，排名也大幅往前。

## 歷史
- 2019年1月14日：首批9輛營運用車陸續交車。
- 2019年3月4日：於永華市政中心舉行啟航典禮。
- 2019年3月5日：正式上路營運。
- 2019年9月6日：新增「二二八公園」、「南台別院」、「市政中心（永華路）」招呼站。
- 2019年11月30日：配合南鐵C211標小東路地下道施工，小東前鋒路口禁止左轉而改道行駛東豐路，70右暫時取消停靠「成功大學」及「小東路」站，臨時停靠「成大醫院（勝利路）」站。
- 2020年10月18日：南鐵C211標小東路地下道施工完成開放大型車左轉及行駛，70右恢復停靠「成功大學」及「小東路」站，不再停靠「成大醫院（勝利路）」站。
- 2022年12月19日：新增「中華北路二段62巷口」招呼站。
- 2023年9月2日：因臨安橋改建工程，便橋坡度過高導致公車無法通過須改道行駛，至改建工程完成前不停靠「停2停車場」招呼站。
- 2023年11月17日：因臨安橋改建工程，於改建工程完工前於改道路線新增「大涼里（臨時站）」招呼站。
- 2025年2月5日：因臨安橋改建工程完工通車，恢復原路線行駛且停靠「停2停車場」招呼站，並取消停靠「大涼里（臨時站）」招呼站。

## 路線基本資料
- 全程行車里程數：約18.9公里
- 全程行車時間：尖峰約60～80分、離峰約50～60分
- 行經行政區域：安平區、北區、永康區、東區、南區、中西區

### 收費
- 依一段票計費：全票18元，半票9元。

### 路線
- 參見右側路線圖。

### 配車
- 2018年12月 9輛GOLDEN DRAGON XML6125JEV：EAA-727~EAA-729、EAA-731~EAA-737

## 外部連結
- 大台南公車70線路線圖&時刻表 （页面存档备份，存于）
- 興南客運 （页面存档备份，存于）
- 大台南公車 （页面存档备份，存于）